# Великотуринське сільське поселення
Великотури́нське сільське поселення (рос. Большетуринское сельское поселение) — сільське поселення у складі Каримського району Забайкальського краю Росії.
Адміністративний центр та єдний населений пункт — село Велика Тура.

## Населення
Населення сільського поселення становить 1008 осіб (2019; 1287 у 2010, 1366 у 2002).